# Charlie Melancon
Charles Joseph "Charlie" Melancon (Napoleonville, 3 de outubro de 1947) é um empresário e político norte-americano. Membro do Partido Democrata, possui base eleitoral no estado da Louisiana, onde foi eleito para integrar a Câmara dos Representantes Estadual (1987-1993) e a Câmara dos Representantes dos Estados Unidos (2005-2011). Em 2010, concorreu, sem sucesso, ao Senado dos Estados Unidos. Ocupou, em 2016, a chefia do Departamento de Vida Selvagem e Pesca da Louisiana, nomeado pelo governador John Bel Edwards.